# Петрівчані пісні
Петрівчані (або петрівчанські) пісні, петрівки — виконувалися у Петрів піст, який починався відразу ж після святкування Русального тижня. У них розробляється тематика творів календарної обрядовості зимового та весняного циклів. Пора теплих літніх ночей була періодом молодечих забав, кохання, підшукування пари для подружнього життя, мрій про майбутнє.
Петрівчані пісні, як й інші подібні жанри, зберігають елементи давніх вірувань, форму замовлянь, архетипову образність:
Петрівочка наступає —

Ячмінь колос викидає —

Сива зозуленька вилітає.

Соловейко голос покидає,

Собі соловейка викликає:

А як петрівочка минається,

- Ой вилинь, вилинь, соловеєчку

Сива зозуленька ховається,

З вишневого саду та у темний луг,

По борозенках скитається.

А із лугу — на калиночку.

Та будеш щебетати,

А я біля тебе жалібно кувати!
У цих творах часто зустрічаються образи-символи прадавніх тотемів-дерев (верби, дуба, явора, берези, калини, терену); птахів (зозулі, солов'я, перепілки); рослин (барвінку, цар-зілля, рути, льону, гречки, коноплі); а також — архетипи дощу, річки, небесних світил, пшеничого поля, вогню, тощо.
Мотивами кохання петрівчані пісні перегукуються із веснянками та гаївками любовно-еротичної групи та із близькими за тематикою колядками та щедрівками:
Ой ти, петрівко петрівчата,

Прийшов Андрійко та й торгає:

Ти, зозуленько дубрівчата,

Вставай, Антосько, вже світає!

Не куй так рано й у цім борі,

Й уже черідка на вигоні,

Не буди мене молодої.

Й уже косарі в чистім полі,

Нехай мене та й той збудить,

Й уже Антоська й у коморі

Котрий мене вірно любить.

З своїм Андрійком на розмові.
Але порівняно з іншими жанрами календарно-обрядової творчості вони більшою мірою пройняті ліризмом, подекуди — глибоким смутком за літом, що минає, швидкоплинністю людського життя. Цим петрівчанські пісні подібні до родинно-побутової лірики. У них часто зустрічаються мотиви нерозділеного кохання, розлуки, печалі. Нерідко вони будуються на основі паралелізмів, де дівчина постає в образах зозулі, голубки, перепілки; а парубок — сокола, яструба, голуба; або ж молода пара зображена в образах дерев над водою чи у гаю:
Перепеличенька, ряба, невеличка,

Схилив головоньку згори додолоньку.

По бору літає, траву розгортає,

«Сивий соколоньку, гордуєш ти мною,

Траву розгортає, сокола шукає.

Як вітер горою, сонце калиною,

Сивий соколонько сидить

Сонце калиною, козак дівчиною»…на дубоньку,
Тема кохання у петрівчаних піснях часто супроводжується мотивами коротких ночей, звертаннями до зозулі, щоб та не кувала вранці, не будила дівчину:
Петрівочка да мала нічка,

Шила, вишивала шовком, біллю,

Не виспалась наша дівочка,

Своєму козаченьку да про неділю.

Вона не спала да рушнички

Вона раненько вставала, шила,

Утираться козаченьку давала…
Часто у звертаннях до зозулі молода дружина нарікає на нелегку долю:
Ой дібрівная да зозуленько,

В мене свекорко да не батенько,

Да не куй же рано у діброві,

В мене свекруха да не матінка,

Да не збуди мене молодої.

Ізбудять мене да ранній тебе…
Період петрівки був часом вибілювання полотна, і ці мотиви теж знайшли своє відображення у творах. О. Потебня звертає особливу увагу на образи-символи пряжі, полотна, у піснях про одруження дівчини: «Можна думати, що у петрівчаній пісні біла пряжа — символ самої дівчини: вона тонка і біла, якщо та вийде одружиться з милим і буде коханою; товста і не біла в іншому випадку».
Подібні до родинно-побутових творів пісні про недолю дівчини, виданої в шлюб проти її волі, якій «да не дали люди да догуляти, Русою косою да домаяти»; чи невеселе і сповнене турбот життя молодої дружини у родині чоловіка, де усі ставляться до неї вороже, змушують важко працювати. У них мотив коротких ночей і звертання до зозулі набирає іншого звучання: для молодої жінки петрівчанські ночі занадто короткі, щоб відпочити від непосильної щоденної роботи. Звертання у цих піснях до теми нелегкого родинного життя є свідченням того, що за походженням вони відносяться до пізнішого періоду, ніж інша календарно-обрядова лірика. Вони також не виявляють тісного зв'язку із обрядами, зберігаючи лише натяки на окремі ритуали чи ігри (зокрема, літні бої):
Ой на ставу, на ставу два качурі б'ється,

Гей-гей, ох-ха-ха, два качурі б'ється!

А в дівчини під вікнами два парубки б'ється,

Гей-гей, ох-ха-ха, два парубки б'ється!

- Не бийтеся, не лайтеся, я вас обох люб.